# Ethical Theory and Moral Practice
Ethical Theory and Moral Practice ist eine von Experten begutachtete wissenschaftliche Zeitschrift auf dem Gebiet der Philosophie. Sie wurde 1998 von A. W. Musschenga und F. R. Heeger gegründet und erscheint fünfmal im Jahr im Verlag Springer Science+Business Media. Sie wird von Emanuela Ceva und Lubomira Radoilska herausgegeben.

## Ziele
In der Zeitschrift werden Artikel zu ethischen Theorien veröffentlicht, die sich mit praktischen Problemen befassen, sowie Artikel, die empirische Erkenntnisse über moralische Praktiken untersuchen, die für die ethische Theoriebildung relevant sind. Die Zeitschrift bemüht sich daher um eine gegenseitige Befruchtung zwischen Bereichen der praktischen Philosophie – wie Moral-, Politik-, Rechts- und Sozialphilosophie – und eher empirischen Disziplinen wie Medizin, Wirtschaft, Soziologie, Politikwissenschaft und Psychologie.

## Dienste
Die Zeitschrift ist in den folgenden Diensten eingetragen:
- ProQuest
- JSTOR
- Scopus
- Serials Solutions